# Sardegna (nave da battaglia)
La Sardegna è stata una nave da battaglia pre-dreadnought della classe Re Umberto appartenuta alla Regia Marina italiana. Nata come terza unità della classe, della quale inizialmente erano state finanziate solo due unità, andò a risentire dei lunghissimi tempi di allestimento, dieci anni, che la fecero entrare in servizio parzialmente obsoleta.

## Costruzione

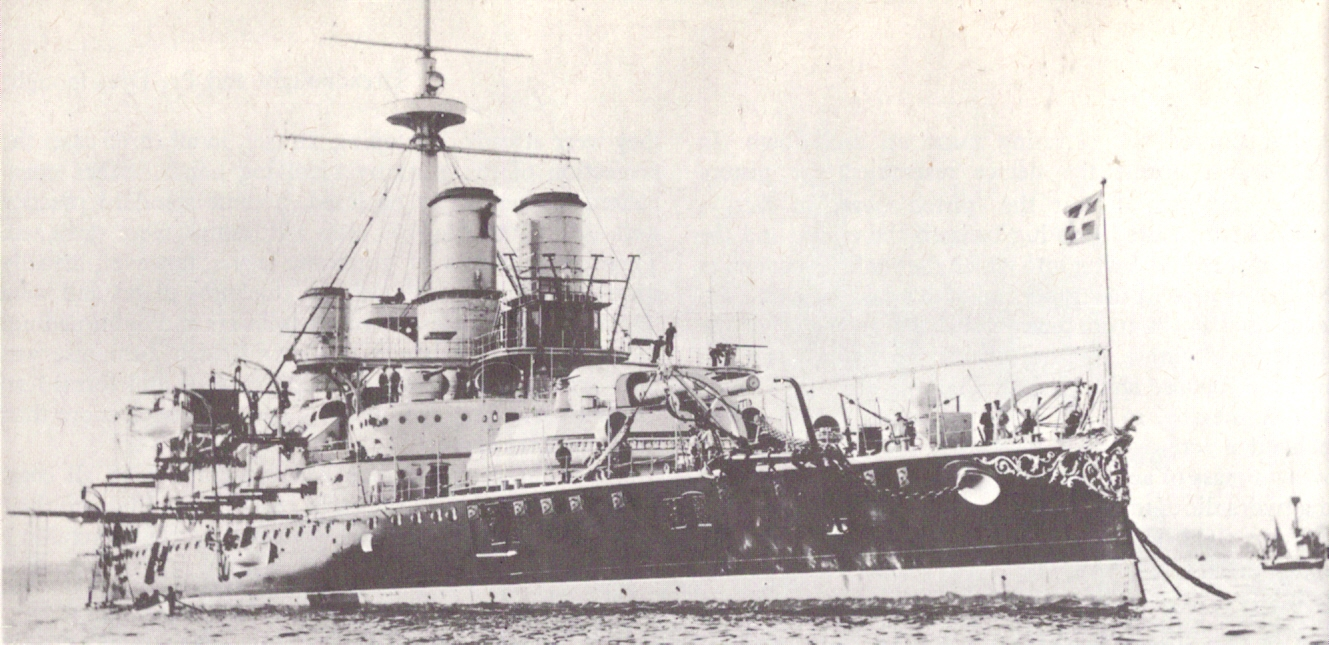
La Sardegna in livrea vittoriana

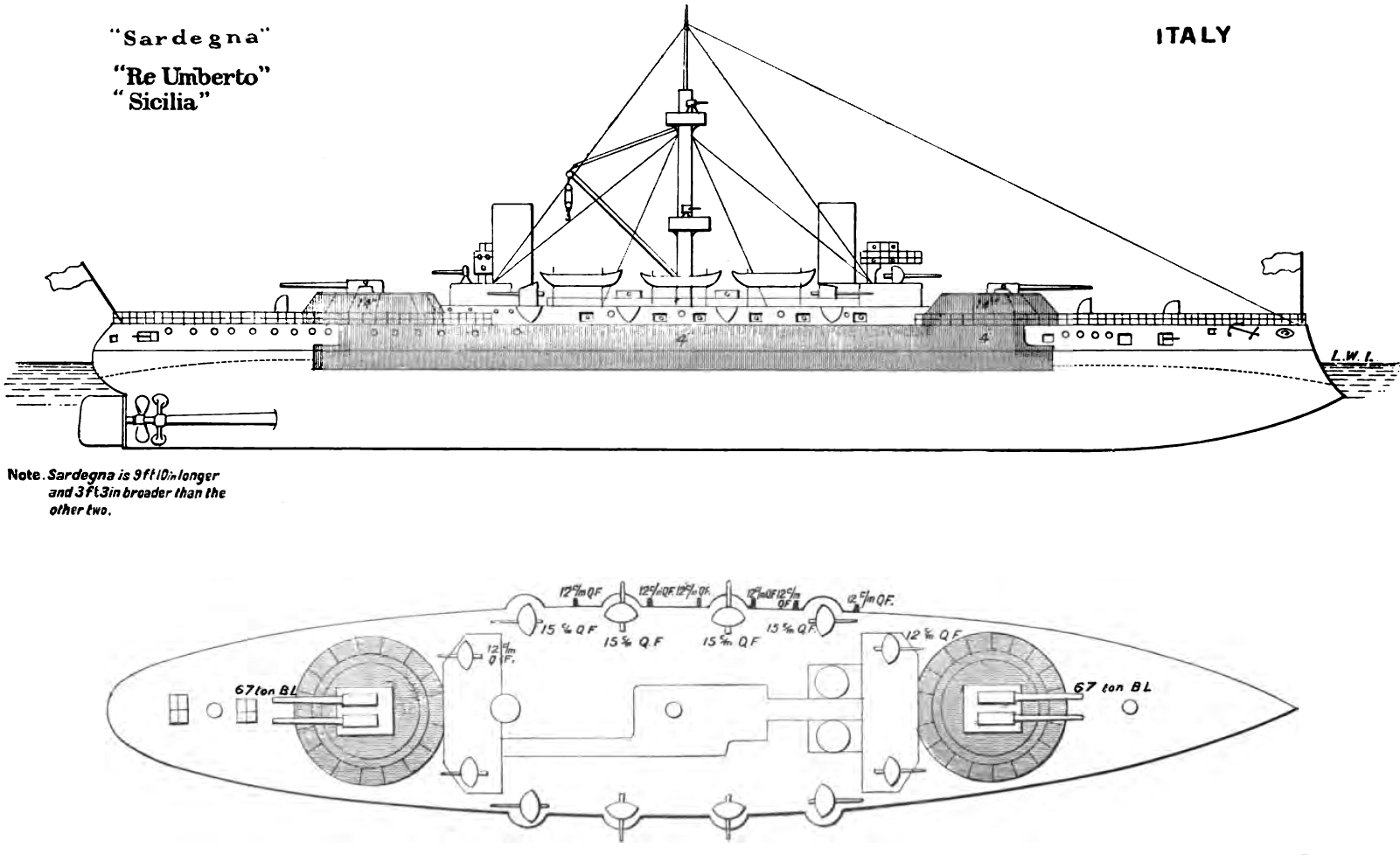
Due viste dalla edizione del 1896 del Brassey's Naval Annual; le aree ombreggiate sono quelle della corazzatura.

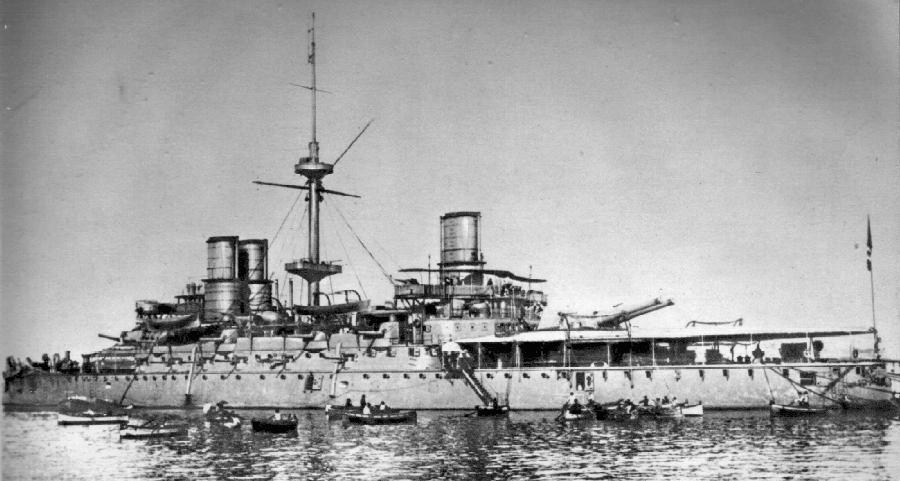
L'equipaggio si svaga con la Sardegna in livrea grigio mimetico

I suoi pezzi principali, ben sopraelevati sul mare, sparavano proiettili da 567 kg in grado di perforare 870 mm di ferro dolce. Una caratteristica condivisa con la classe erano i fumaioli anteriori affiancati, invece che uno dietro l'altro.

## Servizio
La nave entrata in servizio nell'ottobre del 1893, inquadrata nella Divisione Navi Scuola, venne largamente impiegata con successo durante la guerra italo-turca del 1911-12, appoggiando e difendendo lo sbarco delle truppe a Tripoli partecipando a tutta la campagna di Libia, mentre i suoi compiti durante la prima guerra mondiale furono secondari, essendo la nave arrivata al conflitto già obsoleta, e non era in grado di partecipare a scontri di squadra contro le corazzate avversarie più moderne, però venne destinata a rinforzare la difesa di Venezia. Su questa unità si fecero le prime prove sperimentali di combustione mista per il passaggio dal carbone alla nafta.
Radiata il 4 gennaio 1923, venne in seguito demolita..